# Lorrie Collins
Lawrencine May "Lorrie" Collins (Condado de Creek (Oklahoma), 7 de mayo de 1942 – Reno (Nevada), 4 de agosto de 2018) fue una cantante de country, rockabilly y rock and roll estadounidense. 

## Biografía
Collins y se hermano y su hermano Larry tenían talento musical individual cuando eran niños. Sus padres los trasladaron al sur de California para desarrollar su música. Pronto formaron un dúo musical the Collins Kids en la década de los 50.
A finales de los 50, Collins fue novia de la estrella de televisión Ricky Nelson tanto en el programa de gran audiencia The Adventures of Ozzie & Harriet como en la vida privada. Hizo su debut el 22 de enero de 1958, en un episodio titulado "The Picture in Rick's Notebook" en el que interpretó un doble papel de hermanas (la mayor era la novia de David Nelson y la menor, que aún no estaba en la escuela secundaria, era la amante de Ricky). En este primer episodio, Nelson y Lorrie interpretaron la canción "Just Because", que fue una de las canciones emblemáticas de los Collins Kids. Un mes después, su hermano hizo una aparición especial en el programa en un episodio titulado "Who Is Betty?", que se emitió el 19 de febrero de 1958.
En 1959, cuando Collins tenía 17 años, se casó con Stu Carnall, que era el mánager de Johnny Cash y posteriormente también de ella. Collins continuó actuando en televisión y grabando y haciendo giras con su hermano hasta 1961 cuando ella dio a luz a su primer hijo. Después de este parón, el dúo continuó tocando en la década de los 60, apareciendo en series musicales como el programa canadiense Star Route, en el The Jackie Gleason Show y The Hollywood Palace a finales de los 1967.
Junto a su hermano, Collins es miembro de pleno derecho del Salón de la Fama del Rockabilly.
En 1992, volvieron a juntarse para tocar en festivales de música.
Collins moriría el 4 de agosto de 2018, en Reno (Nevada), por complicaciones de una caída a los 76 años.